# 쿠바 라틴아메리카 의과대학
라틴아메리카 의과대학교(스페인어: Escuela Latinoamericana de Medicina)는 쿠바의 수도 아바나의 외곽지역에 있는, 해군기지를 개조한 대학교이다.

## 설립 배경
1998년 중미와 카리브해 주변에 큰 허리케인이 있었고, 이 허리케인으로 인해 인근 국가에서는 막대한 피해를 입었다. 이에 쿠바는 즉각 주변 국가에 의료원조팀을 파견했다. 하지만 각국의 의료취약지역이 의외로 광범위했다. 게다가 쿠바 의료진이 철수할 경우 이 지역들에서 발생 가능한 의료공백을 메우기도 어려워 보였다. 이에 쿠바에서는 라틴아메리카 의과대학의 문을 열게 됐다.

## 설립 이념
'연대성, 통합성, 인도주의'를 표방하며 남미의 의료취약지역에서 의료 활동을 할 수 있는 의사들을 양성하고자 하는 목적이다. 남미의 다양한 국가 학생들이 이곳에서 수업을 듣고 있으며, 최근에는 아프리카와 미국의 학생들도 함께 공부하고 있다. 음식, 교복, 교과서, 생활비 등 재정 부담의 대부분을 쿠바 정부에서 맡고 있으며, 현재 28개국의 학생들이 공부하고 있다. 쿠바 자국의 의료산업을 육성하기 위한 이유가 아니라 순수한 국제적 지원활동의 하나다. 체제가 다른 나라의 학생들을 배척하지도 않는다. 빈곤과 건강 악화 위협에 노출된 국가의 학생이라면 누구든지 입학을 허가한다.